# Колпаковка (Днепропетровская область)
Колпаковка (укр. Ковпаківка) — село, Бузовский сельский совет, Магдалиновский район, Днепропетровская область, Украина.
Код КОАТУУ — 1222381105. Население по переписи 2001 года составляло 809 человек.

## Географическое положение
Село Колпаковка находится на левом берегу реки Орель и канала Днепр — Донбасс, выше по течению реки на расстоянии в 2,5 км расположено село Бузовка, ниже по течению на расстоянии в
2 км расположено село Степановка. Река в этом месте извилистая, образует лиманы, старицы и заболоченные озёра. Рядом проходит автомобильная дорога Т-0412.

## Экономика
- «Виктория», сельскохозяйственный комплекс.

## Объекты социальной сферы
- Школа.
- Детский сад.
- Клуб.

## Известные люди
В селе родился Герой Советского Союза Никита Крапива.

## Достопримечательности
- Братская могила советских воинов.